# I'm in Miami Bitch
I'm in Miami Bitch è un singolo del gruppo musicale statunitense LMFAO, pubblicato il 23 gennaio 2009 come primo estratto dal primo album in studio Party Rock.
Il remix ufficiale vede la partecipazione del rapper americano Pitbull.
Questa canzone è la sigla del reality show del 2009 Kourtney and Khloé Take Miami. Una versione "New York" è stata usata per il reality show del 2011 Kourtney and Kim Take New York.

## Descrizione
Il brano ha la particolarità di variare i testi in base alla località dove viene suonata la canzone, per questo motivo la canzone viene spesso usata nelle stazioni radio e personalizzata con il nome della città dove si sta trasmettendo. Molte delle versioni della radio di seguito sono state distribuite tramite iTunes Store e Spotify come album remix intitolato I'm in Your City Beach, con ogni versione disponibile fisicamente solo nella rispettiva città. Inoltre alcune versioni invece hanno il nome di un luogo, come ad esempio I'm in Van City Bitch o I'm in the Cities Bitch.

## Video musicale
Il video, pubblicato il 5 ottobre 2009, mostra il duo eseguire la canzone in vari luoghi con continui riferimenti sessuali (gesti, situazioni, ecc.), sia nel testo che nel video.
Nel video c'è un cameo di will.i.am ed è presente la partecipazione della pornoattrice statunitense Jenny Hendrix. Il video ha raggiunto oltre le 40 milioni di visite.

## Tracce
12" (Stati Uniti)
- Lato A

1. I'm in Miami Bitch – 3:48
2. I'm in Miami Bitch (Radio Edit) – 3:49
3. I'm in Miami Bitch (Radio Edit) – 3:51
4. I'm in Miami Bitch (Instrumental) – 3:51
5. I'm in Miami Bitch (Accapella) – 3:32

- Lato B

1. I'm in Miami Bitch (Remix) – 3:13
2. I'm in Miami Bitch (Radio Edit Remix) – 3:12
3. I'm in Miami Bitch (Remix Instrumental) – 3:12

## Classifiche
| Classifica (2009)            | Posizione massima |
| ---------------------------- | ----------------- |
| Australia                    | 27                |
| Canada                       | 37                |
| Canada (CHR Top40)           | 18                |
| Regno Unito                  | 86                |
| Regno Unito (Dance)          | 7                 |
| Stati Uniti (Pop Songs)      | 27                |
| Stati Uniti (Rhythmic Songs) | 37                |
| Stati Uniti                  | 51                |

## Let the Bass Kick in Miami Bitch
Nel 2009 la canzone è stata mixata da un DJ di Chicago che, unendo la hit del 2008 di DJ Chuckie Let the Bass Kick e il brano degli LMFAO, creò il mash-up Let the Bass Kick in Miami Bitch. Il remix è stato diffuso su Internet è divenne un successo inaspettato; "Let the Bass Kick in Miami Bitch" è stato successivamente pubblicato in Europa verso la fine del 2009 e ha raggiunto la vetta al numero 1 nel Regno Unito (dove è stato certificato disco d'argento) e classificarsi nelle top 20 di Belgio (Fiandre), Paesi Bassi e Regno Unito.
| Classifica (2009)   | Posizione massima |
| ------------------- | ----------------- |
| Australia           | 55                |
| Belgio (Fiandre)    | 17                |
| Belgio (Vallonia)   | 38                |
| Paesi Bassi (Top40) | 17                |
| Paesi Bassi         | 23                |
| Regno Unito         | 9                 |
| Regno Unito (Dance) | 1                 |

| Unità vendute                                 |
| --------------------------------------------- |
| - Corea del Sud 310.000 - Regno Unito 200.000 |

## I’m in Your City Trick
Nel luglio 2009, è stato pubblicato un album di compilation di versioni per lo più pulite di "I'm in Miami Bitch", con Miami sostituita da numerose città degli Stati Uniti, noto come I'm in Your City Trick . L'album, che conta 51 tracce (incluse le versioni esplicite per San Diego ("I'm in Diego Bitch"), Las Vegas ("I'm in Las Vegas Bitch"), San Francisco ("I'm in the Bay Bitch") e Phoenix ("I'm in the Valley Bitch"), include città che vanno da Los Angeles a New Bedford . La maggior parte di queste versioni sono state utilizzate dalle stazioni radio locali al posto dell'originale "I'm in Miami Trick".
Nell'ottobre 2011, una pubblicità per il videogioco Saints Row: The Third raffigura una variante simile che sostituisce Miami con Saint's Row . Tuttavia, non esiste una versione completa di questa versione.